# 사석작전
사석작전은 바둑에서, 내돌의 일부를 상대방이 잡을 수 있도록 버림말로 내주고 그 대가로 세력을 확장하거나 두텁게 형태를 정비하고 실리를 확보하는 등 보다 많은 이득을 얻는 작전 또는 전술이다.위기십결의 사소취대 즉, '작고 사소한 것을 버리고 큰 것을 가져라(Abandon small to save big)'는 문장과 일맥상통한다.